# WDR2 Arena
Die WDR2 Arena war eine zweistündige Call-In-Radiotalkshow, in der Experten in einer Diskussionsrunde über aktuelle Themen sprechen konnten.
Hörer konnten via Anruf, per E-Mail aber auch durch einen Post bei Facebook oder über die sendereigene App ihren eigenen Standpunkt einbringen oder Fragen stellen.
Am 18. Mai 2017 lief die vorerst letzte Ausgabe, Moderator Michael Brocker bedankte sich bei seinen Hörern.
Die am Mittwoch ausgestrahlte Servicezeit entfällt ebenfalls. Das Programm wird durch eine Abendsendung mit Jörg Thadeusz (19:00 bis 20:00) und WDR2 POP (20:00 bis 23:30) ersetzt.

## Sendeplatz
Die Arena wurde donnerstags von 19 bis 21 Uhr live ausgestrahlt. Nachfolgend lief die WDR2 Trends, eine Musiksendung speziell für neue Musik. Auf dem Sendeplatz von 19 bis 21 Uhr waren von Montag bis Donnerstag Verbraucher-, Service- und Unterhaltungssendungen mit hohen Sprechanteilen angesiedelt.

## Geschichte
Am Mittwoch, dem 23. September 2015, wurde die Arena erstmals im Fernsehen gezeigt. Die 90-minütige Sondersendung mit NRW-Ministerpräsidentin Hannelore Kraft wurde von Till Nassif und Sabine Scholt moderiert. Thema war die Flüchtlingskrise. Die Sendung lief unter dem Titel Die Flüchtlinge und wir. Eine weitere Folge (Die Flüchtlinge und wir – Wie können wir das schaffen?) wurde im November ausgestrahlt.